# Möt Joe Black
Möt Joe Black (originaltitel: Meet Joe Black) är en amerikansk romantisk fantasyfilm från 1998 i regi av Martin Brest, som även varit delaktig i filmens produktion. Manuset är löst baserat på filmen Döden tar semester från 1934.

## Handling
William Parrish är en mycket förmögen man. En natt får han besök av dödens ängel, Joe Black, som meddelar honom att han snart ska dö. Parrish sluter dock en pakt med Joe Black: han får uppskov om han låter Joe Black uppleva människornas värld.

## Rollista i urval
- Brad Pitt – Joe Black
- Anthony Hopkins – William Parrish
- Claire Forlani – Susan Parrish
- Jake Weber – Drew
- Marcia Gay Harden – Allison Parrish
- Jeffrey Tambor – Quince, Allisons make